# Apoyando la demencia
Apoyando la demencia es el demo de la banda de rock chilena Sinergia. 
Este álbum independiente incluye las mejores canciones que habían hecho hasta la fecha, 3 grabaciones (tracks 1, 4 y 7) y una versión oficial de Soda Stereo extraído del álbum Gracias Totales: Tributo Bizarro a Soda Stereo
Además, las canciones "Chupatron y "Santiago U.S.A" aparecen en el álbum debut del grupo.
En este trabajo la banda (como siempre) experimenta con muchos estilos como el Funk metal ("Pacman"), Metal alternativo ("Chupatron", "Vienen los pakos"), Nu metal ("Poder", "Santiago U.S.A."), Jazz Fusion ("Deshacer"), Ska ("Control").

## Lista de canciones
Todas las canciones escritas y compuestas por Don Rorro, salvo donde se indique. 
| N.º   | Título                                                    | Duración |  |
| 1.    | «Contemos a la inversa»                                   | 0:15     |  |
| 2.    | «Poder»                                                   | 2:42     |  |
| 3.    | «Chupatrón»                                               | 3:38     |  |
| 4.    | «Reflexiones de Tom sobre el acontecer político nacional» | 0:42     |  |
| 5.    | «Pacman»                                                  | 4:32     |  |
| 6.    | «Santiago-U.S.A»                                          | 2:48     |  |
| 7.    | «Mil dólares por el seis»                                 | 0:33     |  |
| 8.    | «Control»                                                 | 4:03     |  |
| 9.    | «Vienen los pakos»                                        | 3:23     |  |
| 10.   | «Deshacer»                                                | 3:54     |  |
| 11.   | «En el séptimo día» (Soda Stereo)                         | 4:17     |  |
| 29:51 |                                                           |          |  |

## Créditos
- Rodrigo Osorio "Don Rorro" - Voz
- Pedro "Pedrales" López - Guitarra
- Alexis  "Aneres" González - Bajo
- Luis Silva - Batería
- Paul DJ Panoramix Eberhard - Tornamesa, Samplers, Percusiones